# TT337
La tombe thébaine TT 337 est située à Deir el-Médineh, dans la nécropole thébaine, sur la rive ouest du Nil, face à Louxor en Égypte.
C'est la sépulture d'Eskhons ou Ken, Sculpteur dans la Place de Vérité à Deir el-Médineh durant le règne de Ramsès II.